# Piero Liatti
Piero Liatti (Itália, 7 de Março de 1962) é um ex-piloto italiano de ralis. Competiu no Campeonato Mundial de Rali (WRC).

## Carreira
A sua carreira no WRC começou como piloto privado, ao volante de um Lancia Delta Integrale, tendo mudado depois para um Subaru Impreza. Teve um bom desempenho pela Subaru em 1994, tendo sido oferecido um contrato pela equipa da Prodrive da Subaru válido de 1995 a 1998. Em 2002, Liatti viu-se sem uma equipa para competir, tendo regressado em 2003 como privado e para competir na classe de Super 1600 ao volante de um Peugeot 206.
O ponto alto da sua carreira foi em 1996 quando acabou em 5º lugar com a Subaru 555 Team, tendo ganho 56 pontos no campeonato. Outro ponto alto foi a vitória no Rali de San Remo de 1995, apesar de não ter contado para o WRC, e a vitória no Rali de Monte Carlo em 1997.

### Vitórias no WRC
| # | Evento                                 | Temporada | Co-piloto     | Carro              |
| - | -------------------------------------- | --------- | ------------- | ------------------ |
| 1 | 65ème Rallye Automobile de Monte-Carlo | 1997      | Fabrizia Pons | Subaru Impreza WRC |